# Adria Mobil
Adria Mobil (código UCI: ADR) é um equipa ciclista profissional esloveno de categoria Continental.
Teve a sua base na equipa ciclista amadora de Novo Mesto fundado em 1972. Com a entrada como patrocinador do fabricante de caravanas e autocaravanas Adria Mobil em 2005, passou a profissional dentro da categoria continental.

## Ciclistas destacados
Entre os ciclistas que estiveram nas fileiras da equipa destacou Janez Brajkovič que em 2004 quando a equipa ainda era amadora, se coroou campeão do mundo contrarrelógio na categoria sub-23 e campeão de Eslovénia em estrada e contrarrelógio. Brajkovič permaneceu na equipa até meaados da temporada de 2005 em que passou ao Discovery Channel. Outros ciclistas destacados que integraram o elenco foram Robert Kiserlovski (2006-2008), Simon Špilak (2005-2007), Marko Kump (2007-2010) e Grega Bole (2008-2009).

## Sede

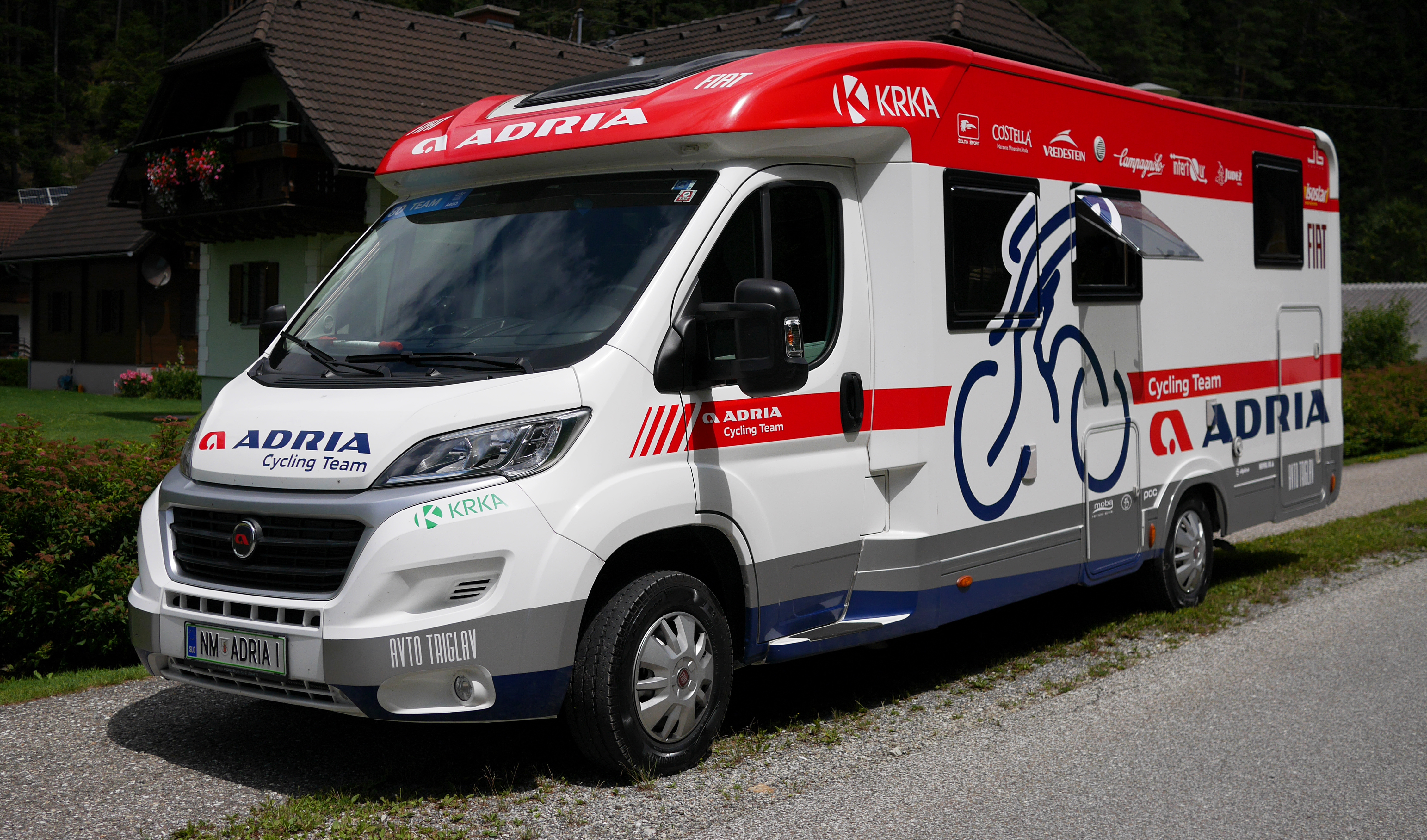
Veículo da equipa.

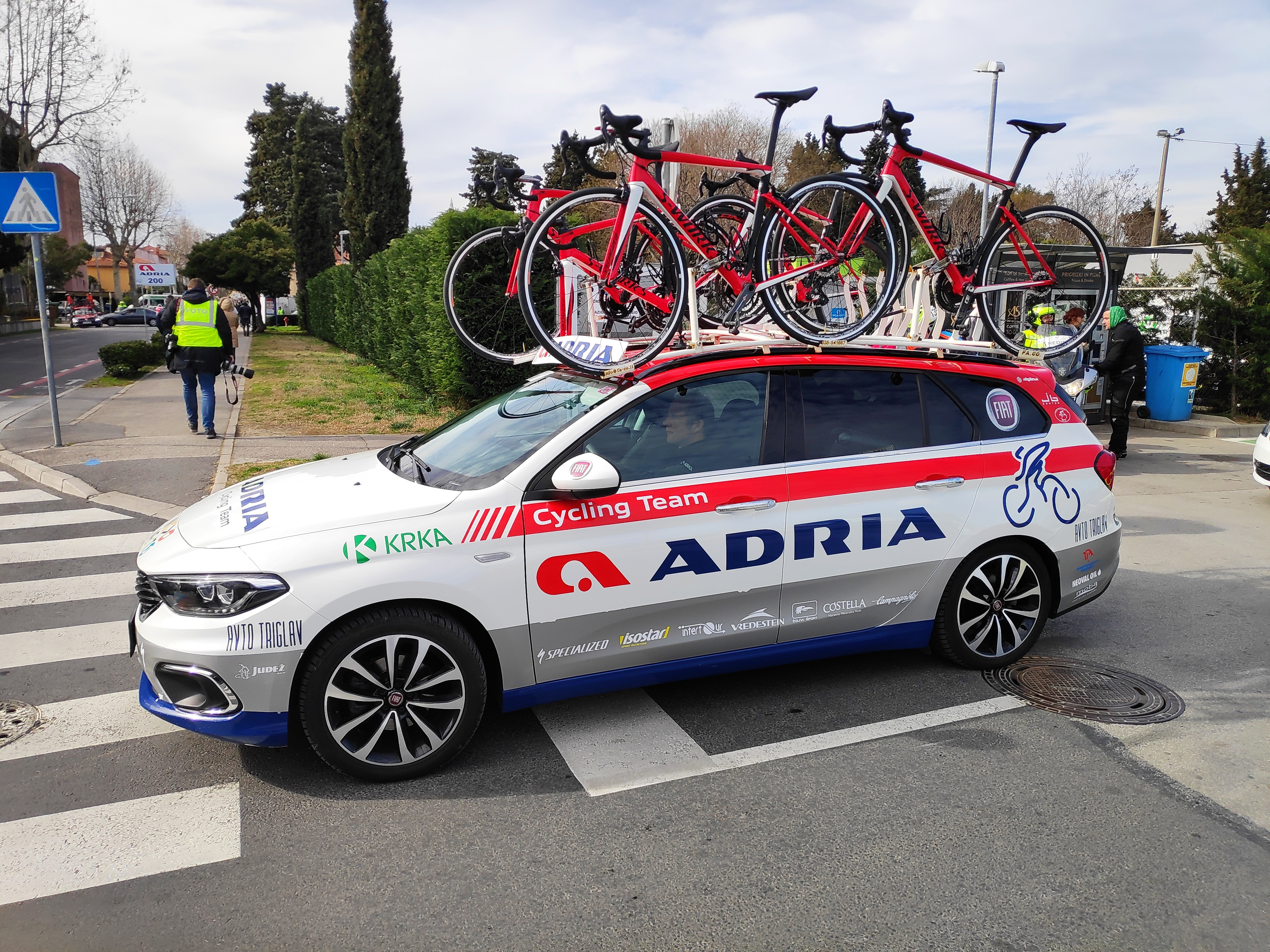
Veículo da equipa.

A sede da equipa encontra-se em Novo Mesto.

## Classificações UCI
A partir de 2005 a UCI instaurou os Circuitos Continentais UCI, onde a equipa está desde que se criou, registado dentro do UCI Europe Tour. Tem estado nas classificações do UCI Europe Tour Ranking e UCI Asia Tour Ranking. As classificações da equipa e do seu ciclista mais destacado são as seguintes:

### UCI America Tour
| Temporada | Classificação por equipas | Melhor corredor | Posição |
| 2008-2009 | 24º                       | Marko Kump      | 103º    |

### UCI Asia Tour
| Temporada | Classificação por equipas | Melhor corredor  | Posição |
| 2009-2010 | 34º                       | Mitja Mahorič    | 60º     |
| 2011-2012 | 64º                       | Marko Kump       | 274º    |
| 2013-2014 | 43º                       | Kristjan Fajt    | 73º     |
| 2015      | 8º                        | Marko Kump       | 8º      |
| 2016      | 94º                       | Gašper Katrašnik | 580º    |
| 2017      | 44º                       | Radoslav Rogina  | 107º    |
| 2018      | 38º                       | Radoslav Rogina  | 49º     |

### UCI Europe Tour
| Temporada | Classificação por equipas | Melhor corredor | Posição |
| 2005      | 82º                       | Miha Švab       | 326º    |
| 2005-2006 | 40º                       | Tomasz Nose     | 60º     |
| 2006-2007 | 35º                       | Tomasz Nose     | 76º     |
| 2007-2008 | 50º                       | Grega Bole      | 47º     |
| 2008-2009 | 16º                       | Grega Bole      | 26º     |
| 2009-2010 | 28º                       | Matej Gnezda    | 46º     |
| 2010-2011 | 27º                       | Blaž Furdi      | 61º     |
| 2011-2012 | 10º                       | Marko Kump      | 4º      |
| 2012-2013 | 6º                        | Matej Mugerli   | 4º      |
| 2013-2014 | 14º                       | Matej Mugerli   | 13º     |
| 2015      | 13º                       | Marko Kump      | 5º      |
| 2016      | 36º                       | David Per       | 160º    |
| 2017      | 84º                       | Dušan Rajović   | 410º    |
| 2018      | 41º                       | Dušan Rajović   | 246º    |

### UCI Oceania Tour
| Temporada | Classificação por equipas | Melhor corredor | Posição |
| 2009-2010 | 25º                       | Blaž Jarc       | 65º     |

## Palmarés

### Palmarés 2019

#### Circuitos Continentais UCI
| Datas           | Circuito                | Carreiras                            | Ganhador      |
| 24 de fevereiro | UCI Europe Tour de 2019 | Grande Prêmio Izola                  | Marko Kump    |
| 3 de março      | UCI Europe Tour de 2019 | Grande Prêmio Internacional de Rodas | Dušan Rajović |
| 8 de março      | UCI Europe Tour de 2019 | 1.ª etapa da Volta a Rodas           | Dušan Rajović |
| 7 de abril      | UCI Europe Tour de 2019 | Grande Prêmio Adria Mobil            | Marko Kump    |
| 21 de abril     | UCI Europe Tour de 2019 | 4.ª etapa da Belgrado-Bania Luka     | Marko Kump    |

#### Campeonatos nacionais
| Datas | Carreiras | Ganhador |

## Elencos

### Elenco de 2019
| Nomeie           | Nascimento | Nacionalidade | Equipa de 2018                  |
| Jon Božič        | 16/11/1996 | Eslovênia     | Adria Mobil                     |
| Žiga Grošelj     | 31/08/1993 | Eslovênia     | Adria Mobil                     |
| Žiga Horvat      | 13/09/1998 | Eslovênia     | Adria Mobil                     |
| Aljaž Jarc       | 09/04/1999 | Eslovênia     | Adria Mobil                     |
| Gašper Katrašnik | 20/06/1995 | Eslovênia     | Adria Mobil                     |
| Marko Kump       | 09/09/1988 | Eslovênia     | CCC Sprandi Polkowice           |
| Aljaž Omrzel     | 31/12/2000 | Eslovênia     | Neoprofissional                 |
| David Per        | 13/02/1995 | Eslovênia     | Bahrain Merida Pro Cycling Team |
| Gorazd Per       | 05/03/1997 | Eslovênia     | Adria Mobil                     |
| Dušan Rajović    | 19/11/1997 | Sérvia        | Adria Mobil                     |
| Radoslav Rogina  | 03/03/1979 | Croácia       | Adria Mobil                     |